# Tunduma
Tunduma – miasto w południowo-zachodniej Tanzanii, w regionie Mbeya. Według danych na rok 2012 liczyło 97 562 mieszkańców.